# Liste der Bodendenkmale in Guteborn
In der Liste der Bodendenkmale in Guteborn sind alle Bodendenkmale der brandenburgischen Gemeinde Guteborn und ihrer Ortsteile aufgelistet. Grundlage ist die Veröffentlichung der Landesdenkmalliste mit dem Stand vom 31. Dezember 2020. Die Baudenkmale sind in der Liste der Baudenkmale in Guteborn aufgeführt.
|   | Gemarkung       | Flur | Kurzansprache                                                                                       | Bodendenkmalnummer | Bemerkung | Bild |
| - | --------------- | ---- | --------------------------------------------------------------------------------------------------- | ------------------ | --------- | ---- |
| 1 | Guteborn (Lage) | 2, 6 | Dorfkern deutsches Mittelalter, Turmhügel slawisches Mittelalter, Dorfkern Neuzeit, Schloss Neuzeit | 80196              |           |      |
| 2 | Guteborn (Lage) | 1    | Steinkreuz deutsches Mittelalter                                                                    | 80307              |           |      |